# Marcelis Boereboom
Marcelis Johannes Boereboom (Utrecht, 20 juni 1959) is een Nederlands voormalig topambtenaar.

## Biografie
Hij studeerde na het vwo politieke wetenschappen aan de Vrije Universiteit Amsterdam. Hij specialiseerde zich in de bestuurskunde en openbare financiën. Hij werkte vanaf 1984 bij het ministerie van Volksgezondheid, Welzijn en Sport onder andere als plaatsvervangend directeur ouderenbeleid, directeur financieel-economische zaken, directeur curatieve zorg/plaatsvervangend directeur-generaal gezondheidszorg en directeur-generaal langdurige zorg. Hij was lid van het Zorginnovatieplatform (ZIP) en was voorzitter van het departementale beleidsteam dat de continuïteit van zorg moest organiseren tijdens het faillissement van zorggigant Meavita in 2009.
Van 2013 tot 2017 was hij directeur-generaal werk bij het ministerie van SZW. Halverwege 2016 was hij 5 maanden waarnemend secretaris-generaal bij dit ministerie. Van 2017 tot 2021 was hij directeur-generaal hoger en beroepsonderwijs, wetenschap en emancipatie bij het ministerie van OCW. In november 2020 was hij getuige bij de Parlementaire ondervragingscommissie Kinderopvangtoeslag. Per september 2021 keerde hij terug bij het ministerie van VWS als secretaris-generaal. Op 22 december 2023 legde hij zijn zijn functie bij VWS neer. Hij ging met vervroegd pensioen.